# ボカ・ジュニアーズ
ボカ・ジュニアーズ（Club Atlético Boca Juniors (スペイン語発音: [kluβ aˈtletiko ˈβoka ˈʝunjoɾs])）は、アルゼンチン・ブエノスアイレスのラ・ボカ地区を本拠地とするスポーツクラブである。1931年からアルゼンチン・プリメーラ・ディビシオンに所属するプロサッカーチームが最も知られている。その他にバスケットボール、フットサル、武道（柔道・テコンドー・空手）、レスリング、バレーボール、体操（器械体操・新体操・競技エアロビクス）、水泳、重量挙げの競技チームを所有している。

## 概要
プロサッカーチームはアルゼンチンでもっとも成功を収めたサッカークラブのひとつであり、主要大会で48のタイトル（国内タイトル30、国際タイトル18）を獲得している。国際タイトル数はACミラン（イタリア）と並んで世界最多であるが、南米サッカー連盟 (CONMEBOL) 設立前のアマチュア時代にはさらに2個（1919年のタイ・カップと1920年のコパ・デ・オノール・クセニエール）の国際タイトルを獲得している。18個の内訳はコパ・リベルタドーレスで6個、レコパ・スダメリカーナで4個、インターコンチネンタルカップで3個、コパ・スダメリカーナで2個、コパ・デ・オロで1個、スーペルコパ・スダメリカーナで1個、スーペルコパ・マステルスで1個である。また、南米サッカー連盟主催大会の3冠を達成したことのある8クラブ（ボカの他にはクルブ・オリンピア、サンパウロFC、CAインデペンディエンテ、CAベレス・サルスフィエルド、クルゼイロEC、SCインテルナシオナル、LDUキト）のひとつである。国際サッカー歴史統計連盟 (IFFHS) によるクラブ世界ランキングでは6度1位に輝いており、そのほとんどをカルロス・ビアンチ監督下で記録した。IFFHS は21世紀最初の10年間の南米最優秀クラブにボカを選出している。
同じブエノスアイレスを本拠地とするCAリーベル・プレートとは激しいライバル関係にある。アルゼンチン国内で最も人気のある両者の対戦はスーペルクラシコと呼ばれ、世界で最も熱いダービーマッチのひとつである。ホームスタジアムのエスタディオ・アルベルト・J・アルマンドはラ・ボンボネーラという通称で知られている。
トップチームとリザーブチームが年齢制限のないプロ契約であり、アマチュア契約のサードチームも存在する。20歳から14歳までの選手は6つに分けられた年齢別のカテゴリーに所属し、さらに13歳から6歳までの選手は7つのカテゴリーに分けられたクルブ・パルケ（正式名：クルブ・ソシアル・イ・デポルティボ・パルケ）という下部組織に所属している。

## 歴史

### 創設期、アマチュア・リーグ時代

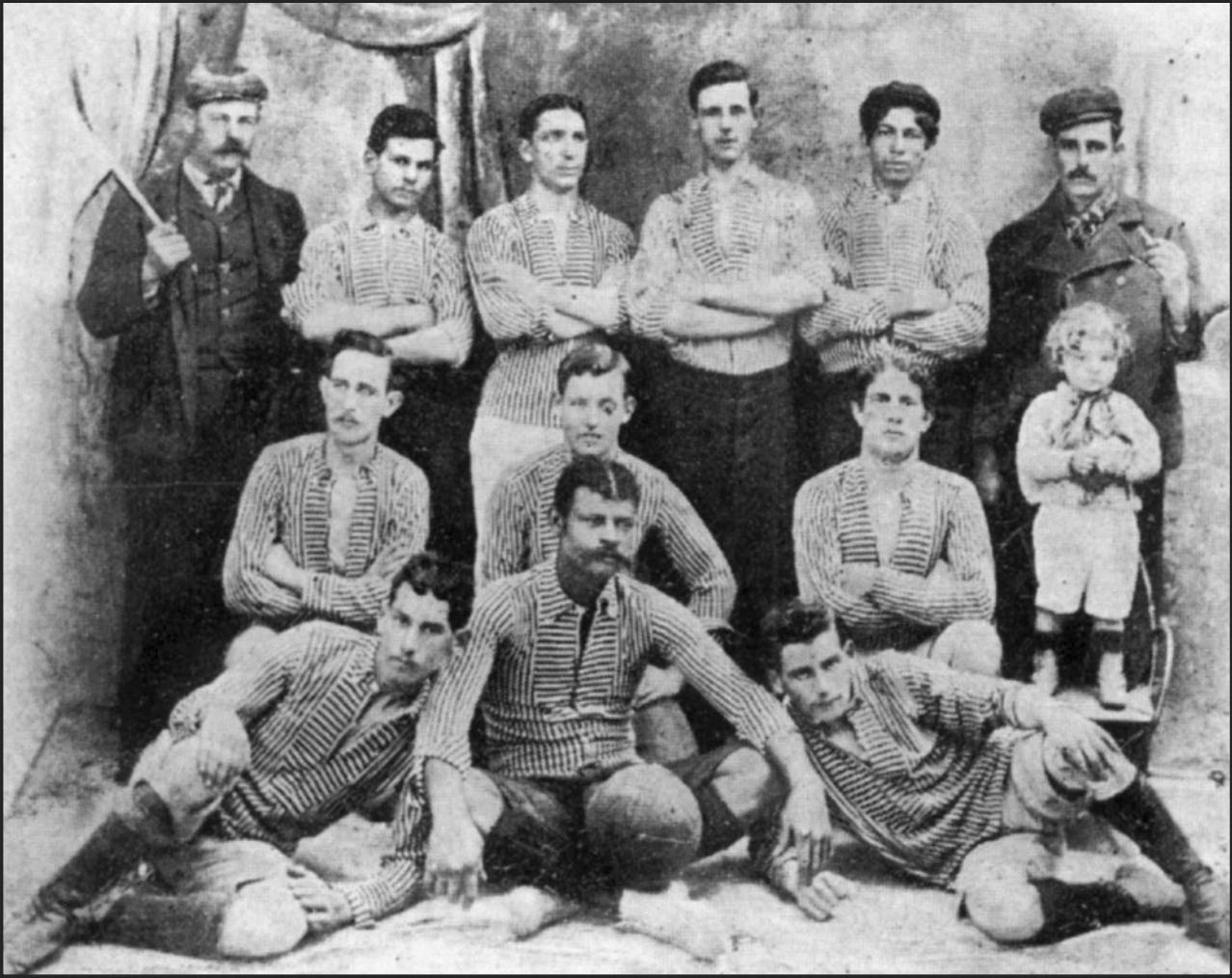
1906年撮影。ボカ・ジュニアーズの最古の集合写真

1905年4月3日、ラ・ボカ地区に住むイタリア・ジェノヴァ出身移民の5人の若者たちがフットボール・クラブを作ることの話し合いのために、後にボカの初代会長となるエステバン・バグリエットの家に集まった。数時間、5人で会議をしているとバグリエットの父親がこの5人を家から追い出した。追い出された5人は仕方なくソリス広場に行って、なおもこの企画の話し合いを続けた。そして名前を「ボカの若者たち」という意味のボカ・ジュニアーズとすることにした。今日ではこの1905年4月3日のソリス広場がボカ・ジュニアーズが誕生した日付と場所となっている。チーム名に英語名を付けることはボカ・ジュニアーズが誕生した時代ではありふれたことだった。
記念すべきチームの初試合は1905年4月21日で、対戦相手はクルブ・マリアノ・モレノというチームでボカは白色と黒色の縦縞のユニフォームで臨み4-0で勝利した。
1907年時点では、ボカ・ジュニアーズは青色のシャツと白色のパンツのユニフォームを使用していた。ある時、ブエノス・アイレスのアルマグロ地区から来たチームと試合をする際、そのチームがボカと同じ配色でよく似たユニフォームを着用していた。そして両チームは話し合いをして、「試合をして負けた方は現在のユニフォーム使用を止める」という決闘試合をすることにした。この試合にボカは負けてしまい、新しいデザインのユニフォームを決める事になってしまった。そして港湾労働者でクラブ会長のフアン・ブリチェットが「明日の朝に、ボカの港に最初にやって来た船のカラーを新ユニフォームの色にする」ことを決めた。翌朝一番に訪れた船舶はスウェーデンの船で青色と黄色の国旗をなびかせていた。その結果、ボカ・ジュニアーズは青色と黄色（ボカ・サポーターは黄色だが金色と呼ぶ）を新しいチーム・カラーにすることに決めた。そして新ユニフォームは青色のシャツに黄色のタスキ掛けのデザインに決めた。このユニフォームは1912年まで使用された。
翌1913年、ボカはユニフォームのデザインを変更する事を決定した。新ユニフォームは青色のシャツに黄色の太い横縞が1本入ったデザインにする事を決めた。こうしてお馴染みのボカのユニフォームが誕生した。このデザインは21世紀の現在に至っても変わっていない。

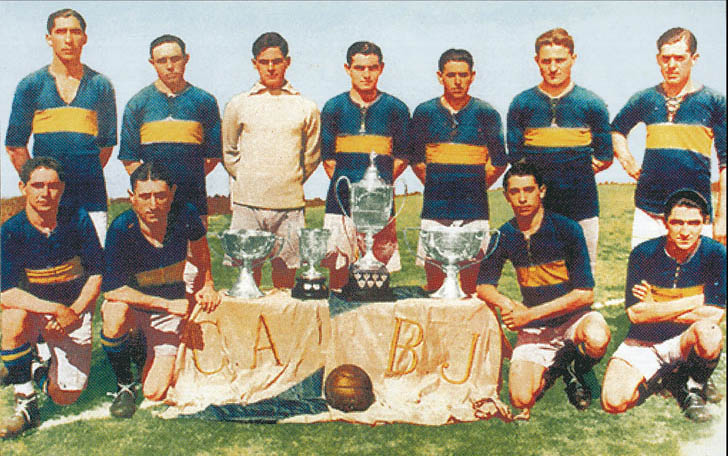
1919年シーズン、クラブ史上初のリーグ優勝をしたボカ・ジュニアーズのメンバー

ボカは1908年からアルゼンチン・フットボール連盟のアマチュア・リーグ2部に参加して本格的に公式リーグ戦を戦い始めた。そして5年後の1913年に悲願の1部昇格を果たした。この1913年シーズン、第11節（8月24日）でボカはCAリーベル・プレートと初対戦した。これは後にスーペルクラシコとまで呼ばれるライバル関係の幕開けの試合となった。この試合でボカは1対2で敗北した。6年後の1919年シーズン、ボカは初のリーグ優勝を遂げた。クラブ創設14年目で悲願の優勝を果たした。しかし、このシーズンはアルゼンチン・フットボール界に大事件が起きたために多くの試合が無効試合となり、ボカは公式のチャンピオンではあるが結局8試合しか試合をせずに初優勝した事になっている。1919年シーズン中にアルゼンチン・フットボール協会が、一部のクラブがアマチュアが参加条件であるのに選手に陰で給料を支払っていたことを知った。その為、協会はそれらのクラブのリーグ参加を禁止した。しかし、禁止されたクラブは独自に新リーグ（Asociación Amateurs de Football「アマチュア・フットボール協会」という名称）を創設することを表明して多くのクラブは新リーグの方へ移ってしまった。ビッグ5の他の4チームCAリーベル・プレート、CAインデペンディエンテ、ラシン・クラブ、CAサン・ロレンソ・デ・アルマグロは全て新リーグ側へ移った。しかし、ボカはそのままアルゼチン・フットボール協会のリーグに残る決断をした。その結果、従来のリーグにはたった6チームしか残らなかった。なおかつアルゼンチン・フットボール協会はリーグ分裂までに行われた数多くの試合は全て無効という決定をした。そのためリーグ分裂後、9月末から残った6チームにより8試合戦うという変則的なリーグ戦が行われた。ボカはこの8試合を8連勝して優勝となった。ボカのクラブ史上初優勝はとても珍しい形の優勝となった。この初優勝のチームにはブレオ・カロミーノ、アルフレッド・マルティン、パブロ・ボッソなどが居た。
翌1920年シーズンから、アルゼンチン・フットボール協会は1部リーグのチーム数があまりにも少ないので徐々に参加クラブ数を増やす事を決定した。しかし、2部に居るチームを格上げして1部に参加させただけなので、実態は1部リーグに弱いチームが新たに数多く加わっただけであった。その結果、ボカはかなり格下のチームとばかり対戦する事になり1920年シーズンにも簡単に優勝して連覇を達成した。その後、2年間優勝を逃したが、ボカは再び1923年、1924年シーズンにも優勝して2度目の連覇を達成した。この様に他の強豪クラブが全て新リーグの方に移ってしまった為に、ボカは簡単に優勝を重ねた。そしてボカは弱いチームと数多く対戦する事になったので1925年4月26日から1927年6月26日の間、3年以上という長期間に渡り、無敗を続けた。この結果、ボカは59試合無敗という驚くべき無敗記録も作った。
そして1927年に分裂していたリーグが統合されることになった。名称は“Asociación Amateurs Argentina de Football”（アルゼンチン・アマチュア・フットボール協会）となった。3年後の1930年シーズン、この統合されたリーグでアルゼンチン・フットボールの最後の国内1部アマチュア・リーグ戦が行われた。この最後のシーズンでボカは優勝を成し遂げた。これによりボカはアマチュア時代、計6度の優勝で、アマチュア・チームとしての活動を終えた。

### 1930年代 - プロ・リーグ時代 プロ元年を含む3度のリーグ優勝

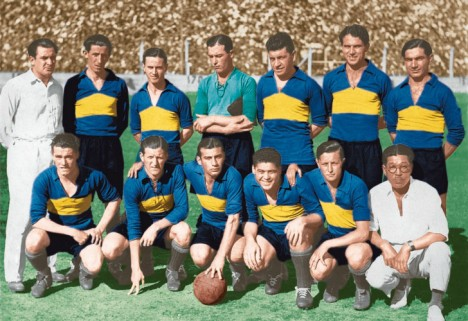
1931年、プロ・リーグ誕生元年に優勝をしたボカ・ジュニアーズ。前列右1人目が花井貫一

1931年、アルゼンチンにプロ・リーグが誕生した。その記念すべき最初のシーズンにボカ・ジュニアーズは優勝を果たした。この時のメンバーにはロベルト・チェロ、ドミンゴ・タラスコニ、フランシスコ・バラージョ、ペドロ・スアレスなどがいた。
1934年シーズン、ボランチの名手エルネスト・ラザッティがデビューした。そしてこの年、ボカは3年振りの優勝を果たした。このチームのメンバーは前回優勝したメンバーとほとんど変わらなかった。チェロ、バラージョなどが主力選手として活躍した。
翌1935年シーズンにもボカは優勝を果たし、1934年、1935年と連覇を達成した。この2連覇したメンバーにはチェロ、バラージョ、ラザッティの他にデルフィン・ベニテス・カセレス、フアン・ユストリチなどが居た。またこの1930年代にボカ・ジュニアーズには専属トレーナーとして日本人の花井貫一が加わっていた。花井はサポーターに愛され試合前の集合写真に選手と共に加わるほど人気を得ていた。

### 1940年代 - ラ・マキナとの戦い、2連覇を達成
1940年5月25日、新スタジアムラ・ボンボネーラがこけら落としとなり、ボカとCAサン・ロレンソ・デ・アルマグロによる記念試合が行われた。そして、この1940年シーズン、ボカは優勝を果たした。この時のメンバーには、ハイメ・サルランガ、ラザッティ、フアン・エストラーダなどが居た。
1941年から1942年にかけてライバルのCAリーベル・プレートがLa Maquina（ラ・マキナ）と呼ばれる圧倒的な攻撃陣を擁していたことでボカは苦杯を舐めていた。しかし、1943年アルフレッド・ガルシーニが監督に就任した。そして、ウルグアイ人フォワードのセベリーノ・バレラが入団して活躍した。すると1943年シーズン、ボカは最終節でリーベルの追走をかわして優勝を成し遂げた。
翌1944年シーズン、ボカは26試合無敗記録というプロ化以降のリーグ新記録を樹立して、そしてまたしても最終節でリーベルの追走をかわして優勝を果たした。これでボカは1943年、1944年と2連覇を達成した。このチームはラ・マキナを擁する強いリーベル・プレートを破り2連覇を達成したのでクラブ史上最強チームの1つとされている。このチームのメンバーには、バレラ、サルランガ、ラザッティの他に、マリオ・ボジェ、ピオ・コルクエラ、ナタリオ・ペシア、カルロス・ソサなどがいた。
しかし、1940年代後半は再びリーベル・プレートがアルフレッド・ディ・ステファノ、アマデオ・カリーソ、ネストル・ロッシなど偉大な選手がデビューしたので盛り返し、ボカは1945年、1946年、1947年と3年連続で2位に終わった。そして1949年シーズンは18チーム中、15位と低迷してもう少しで1部2部の入れ替え戦プレーオフに回るという危機に瀕した。

### 1950年代 - 低迷期
1954年シーズン、ボカは9年間もの無冠が続いた後に念願の優勝を果たした。ホセ・ボレージョは19得点を挙げて得点王となり優勝に大きく貢献した。また、ゴール・キーパーのフリオ・ムシメッシの活躍が光った。このチームにはその他にエリセオ・モウリーニョ、ペシア、フアン・コルマンなどがいた。
1958年シーズン、ボカはオズバルド・ナルディエッロら攻撃陣が活躍して優勝への期待がかかった。この年のチームはリーグ最多得点チームだった。しかし、ラシンとの優勝争いに敗れて勝ち点3差の2位で終わった。
結局1950年代、ボカは1度の優勝のみで終わった。その一方、宿敵リーベルは3連覇を含む計5度の優勝を果たして黄金時代を作り、ボカはリーベルに圧倒された。

### 1960年代 - 4度のリーグ優勝
1962年シーズン、ボカは歴史に残る劇的な展開を経て8年ぶりとなる優勝を成し遂げた。残り2試合でボカとリーベルは勝ち点で並んでいた。その状況でボカはホームにリーベルを迎えて直接対決をする事になった。優勝に関わる重要な局面でスーペルクラシコをする事になった。この試合、前半14分にボカがPKを得た。それをバレンティンが決めた。このままボカが1点リードして試合はずっと進んだ。そして試合残り時間6分となった時にリーベルにPKが与えられた。そしてボカのゴール・キーパー、アントニオ・ローマがリーベルのデレムのPKのシュートを止めて、この危機を免れた。試合はこのまま1-0で終了して、ボカの勝利で終わった。ボカは勝ち点で2ポイント、リーベルを上回り単独首位となった。そして最終節にもボカは勝利して、宿敵リーベルを振り切って優勝を果たした。この1962年のチームにはローマの他にパウロ・バレンティン、アントニオ・ラティン、シルビオ・マルソリーニ、カルメロ・シメオネなどがいた。1963年、ボカはコパ・リベルタドーレスに初参加した。そして決勝まで進んだがペレを擁するサントスFCに敗北した。
ボカは1964年、1965年と連覇を達成した。この連覇のメンバーの顔触れはアンヘル・クレメンテ・ロハスとアルフレッド・ロハスが攻撃陣に加わった以外は1962年優勝した時のメンバーからあまり変わりはなかった。1964年シーズンはプレイ内容が良くなく攻撃陣が不調であったがローマが742分間連続無失点という記録を作った。ボカのシーズン通しての失点は僅か15失点（30試合）で守備陣の活躍が目立ち優勝を果たした。そして翌1965年シーズンはリーベルと接戦となったが、勝ち点1差でかわして最終節で優勝を決めて2連覇を達成した。国際舞台では、ボカは1965年、1966年と2年続けてコパ・リベルタドーレスに参加した。ボカは1965年は準決勝まで勝ち進んだがインデペンディエンテと対戦して敗れた。1966年は準決勝リーグまで勝ち進んだがリーベル・プレートとそしてまたしてもインデペンディエンテに負けて敗退した。
1968年6月23日、メトロポリターノ交流戦グループ第17節、スーペルクラシコとなったエル・モヌメンタルでのリーベル対ボカの試合で、試合終了後に将棋倒しが起きてボカのサポーター71人が死亡するという大惨事が起きた。この事件はアルゼンチン・リーグの歴史の中で最悪のスタジアム事故で12番ゲートの悲劇と呼ばれている。

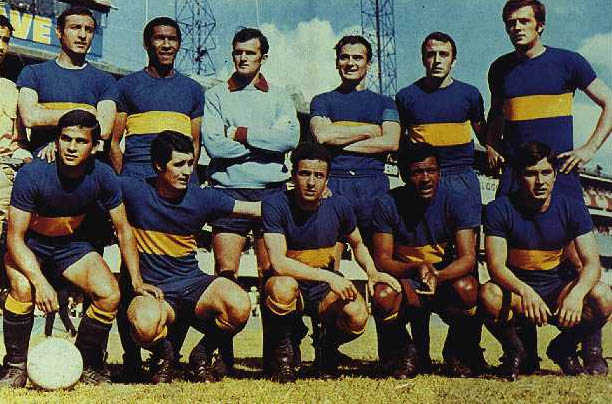
1969年ナシオナルに優勝したボカ・ジュニアーズのメンバー

1969年シーズン、ボカの監督にリーベルの元名選手のアルフレッド・ディ・ステファノが就任した。ライバル・チームの元大スターが監督に就任するという非常に珍しい事が起きた。そして1969年メトロポターノ（アルゼンチン・サッカー協会に直接加盟するチームのみが参加資格のある大会。地方ではアルゼンチン・サッカー協会に直接加盟していないクラブがたくさんある。その結果、このリーグ戦は首都ブエノスアイレス州とその近隣の州のクラブばかりが参加するのでメトロポリターノ《大都会》という名称が付いている）では、アントニオ・ローマが再びリーグ新記録となる782分間無失点記というゴールキーパーの無失点記録を作って大活躍した。しかし、ボカは準決勝ラウンドで敗退した。しかし、同1969年のコパ・アルヘンティーナ（アルゼンチン・カップ）では決勝でCAアトランタを破って優勝した。そして同1969年、ナシオナル（アルゼンチン全土のクラブが参加する大会。年によって違うが大体、4つぐらいのグループに参加チームが分かれてまずリーグ戦を行う。そして各グループの上位チームがプレイオフ進出して決勝トーナメントを行い、アルゼンチン・ナンバー1クラブを決めるという大会。この大会はワールドカップと同じ大会方式である。この大会はメトロポリターノと違い、アルゼンチン・サッカー協会に直接加盟していないクラブにも門戸を開いているオープンな大会である。そのため、地方のアルゼンチン・サッカー協会に直接加盟していないクラブが参加資格のある大会なのでナシオナル《全国》という名称が付けられている）の時に、ここ数年、ボカの守備陣のパフォーマンスは素晴らしかったがナシオナルでは低調であった。そこでディ・ステファノ監督は名手ローマを先発から外すという大胆な決断をした。そしてルーベン・サンチェスを代わりに起用した。他にも先発にラモン・ポンセ、イグナシオ・ペーニャなどを思い切って起用した。するとボカは12試合無敗を達成して好調に首位を走った。そして残り1試合となった状況で2位リーベルと勝ち点差は2ポイントであった。そして、最終節に奇しくもアウェイのエル・モヌメンタルでリーベルと優勝を懸けた直接対決をする展開となった。ボカはこのスーペルクラシコを2-2で引き分けて逃げ切り優勝を果たした。ノルベルト・マドゥルガが2得点を挙げる活躍をした。最大のライバルの本拠地で優勝を決めるというボカにとって歴史に残る痛快な一戦となった。この1969年シーズンは、コパ・アルヘンティナとナシオナルに優勝をして2冠を達成した。このチームにはローマ、アンヘル・ロハス、マルソリーニ、マドゥルガの他にルーベン・スニェ、フリオ・メレンデスなどがいた。
1960年代、ボカはリーベルとの熾烈な優勝争いとなったシーズンは全て制して優勝した。1960年代にボカに敗れて優勝を逃し続けた結果、リーベルは17年間無冠という暗黒時代を過ごす事になった。

### 1970年代 - 南米王者2連覇、初の世界王者
1970年シーズン、ボカはナシオナルの決勝戦でCAロサリオ・セントラルを2-1で下して優勝した。これにより1969年、1970年とナシオナル2連覇を達成した。
しかしその数年後、アンヘル・ロハス、マルソリーニ、ローマら主力が退団や引退をした為に、再び優勝するのに5年の歳月を費やした。

また1971年3月17日、コパ・リベルタドーレスの試合でボカはペルーのスポルティング・クリスタルと対戦した際、試合終了間際に乱闘となり双方合わせて19選手が退場となり無効試合となるという歴史的大乱闘事件を起こした。
1971年シーズン、ボカで最多出場試合記録を作るロベルト・モウソがデビューした。
1976年にワールドカップでアルゼンチン代表を2大会指揮した経験を持つ名将フアン・カルロス・ロレンソが監督に就任した。そして新監督就任に伴いチームの大刷新が行われた。エルネスト・マストランヘーロ、ウーゴ・ガッティ、フランシスコ・サ、カルロス・ベグリオ、マリオ・サナブリア、ホルヘ・リボルシなど多くの選手が入団した。そしてルーベン・スニェも古巣であるボカに復帰した。そしてこの影響を受けて、チームのエースであったオズバルド・ポテンテは退団する事になった。この後、ポテンテに代わりサナブリアが司令塔として定着して行った。
ロレンソ監督は就任1年目から優秀なチームを作り、ボカは1976年メトロポリターノの優勝決定リーグを全11試合無敗（8勝3分0敗）で終えて5年ぶりの優勝を果たした。更に同年ナシオナルでも好調が続き、決勝戦まで勝ち進んだ。そして決勝の対戦相手はリーベル・プレートで、決勝戦でスーペルクラシコが行われる事となった。そして、この試合の後半27分、ボカはフリーキックを得た。このFKの時にスニェはリーベルのゴール・キーパーのウバルド・フィジョールが仲間に壁を作る指示を出している隙を突きいきなりシュートを撃って、得点した。これが決勝点となりボカは1-0で勝利してナシオナル優勝を果たした。この特別な決勝戦で決めたゴールは、ボカの歴史上で最も重要なゴールの1つとされている。この優勝によりボカは1976年シーズン、メトロポリターノ、ナシオナルで2期連続優勝をして2冠を達成した。
1977年シーズン、ボカはコパ・リベルタドーレスで決勝まで勝ち進み、ブラジルのクルゼイロECと対戦した。第1戦、第2戦、両チーム共にホーム・ゲームで1-0で勝利した。この為、第3戦プレイ・オフが中立地、ウルグアイのエスタディオ・センテナリオで行われた。この試合は延長戦を戦っても0-0で決着が着かずペナルティ・キック戦に突入した。このPK戦でゴールキーパーのガッティが活躍して、ボカはクラブ史上初の南米王者に輝いた。
翌1978年の3月21日と8月1日、ボカは南米代表として世界一の座をかけてインターコンチネンタル・カップを戦った。この大会が開催される前、1977年シーズン欧州チャンピオンズ・カップ優勝チームのリヴァプールFCは出場辞退を表明していた。その為、準優勝チームのボルシア・メンヒェングラートバッハが代わりに欧州代表として大会に参加する事になった。ボカは第1戦、ホームで2-2でボルシアMGと引き分けてしまった。5カ月後、第2戦がドイツで行われた。アウェーの試合なのでボカの劣勢が予想されたが、それを覆し3-0で大勝してボルシアMGを下した。この優勝によりボカは初の世界王者に輝いた。
1978年シーズン、ボカはコパ・リベルタドーレスで再び決勝まで勝ち進み、コロンビアのデポルティーボ・カリと対戦した。ボカは第1戦のアウェー・ゲームは0-0で引き分け、第2戦はボンボネーラで4-0と圧勝してデポルティーボ・カリを下した。この結果、ボカは大会2連覇を達成した。しかし、同年のコパ・インテラメリカーナではメキシコのクラブ・アメリカに敗れた。
そして1978年シーズンのインターコンチネンタル・カップは、開催前に欧州2連覇を達成して、この年も欧州代表チームであったリヴァプールFCが昨年に引き続き出場辞退を表明した。その結果、この年は準優勝チームが代わりに参加する事もなく、結局、世界一を決める大会は開催中止となった。
1979年シーズン、ボカは3年連続でコパ・リベルタドーレス決勝に進出し、オリンピア・アスンシオンと対戦した。しかし、ボカは第1戦、アウェーで0-2でオリンピアに敗北した。第2戦、ホーム・ゲームは0-0の引き分けで終了した。2試合合計、0-2でボカはオリンピアに敗北した。ボカの南米3連覇の挑戦は失敗に終わった。
1979年シーズン限りで、ロレンソ監督は退任した。僅か3シーズンの間に、ロレンソ監督はリーグ優勝2度、国際タイトルを3つ獲得した。彼はボカの歴史に黄金時代を築いた。この1970年代後半の黄金時代に活躍した選手はガッティ、スニェ、マストランヘーロ、モウソ、サナブリアの他にダリオ・フェルマン、アルベルト・タランティーニ、ビセンテ・ペルニア、ウーゴ・ペロッティ、ホルヘ・ホセ・ベニテスなどがいた。
1970年代、ボカは国内リーグの優勝回数は少なかったが、国際舞台で大成功を収めた。

### 1980年代 - マラドーナ入団とリーグ優勝。そして長い低迷
1981年シーズン、シルビオ・マルソリーニが監督に就任した。そしてAAアルヘンティノス・ジュニアーズから、フットボールの歴史上最高のスーパー・スターの1人ディエゴ・マラドーナがボカ・ジュニアーズに入団した。他にミゲル・ブリンディッシ、オスバルド・サルバドル・エスクデロ、マルセロ・トロッビアーニらも入団した。そしてマラドーナは期待通りの活躍をして、ボカは1981年メトロポリターノに優勝した。5年ぶりの国内リーグ優勝であった。しかし翌1982年5月に、マラドーナはFCバルセロナにフットボール史上最高額の移籍金で移籍をした為、僅か1シーズンのみの在籍でチームを去った。マラドーナ離脱に加え、この2年後の1984年、ボカは財政危機を迎え破産寸前に陥る問題を抱えた。その結果、ボカは長い低迷を始めた。翌1985年には、この苦しい財政事情の為にボカの中心選手がライバルのリーベルへ移籍するという事件が起きた。下部組織出身のアイドル、オスカル・ルジェリとリカルド・ガレカ（3年連続チーム得点王）がリーベルへ移籍する事になった。この移籍はボカの選手2名（ルジェリ、ガレカ）と「金銭プラス、フリオ・オラルティコエチェアとカルロス・ダニエル・タピアのリーベルの2選手を交換する」というトレードの形で行われた。この移籍に関して、ボカの一部のサポーターは憤慨した。この様に主力選手が流出してしまう状況に陥った為、ボカは優勝から遠ざかった。結局1980年代、ボカは国内リーグの優勝は1981年の1度のみで終り、その後は無冠に終わった。これとは対照的に1986年に宿敵リーベルが初の世界チャンピオンに輝くという出来事が起こり、ボカ・サポーターにとっては非常に辛い時期が続いた。しかし、ボカは1980年代後半に財政問題がようやく正常化して資金に余裕ができると、カルロス・モントーヤ、ホセ・クシューホ、ブラス・ジュンタ、クラウディオ・マランゴーニ、フアン・シモンなど優れた選手を獲得した。またこの頃、下部組織出身のディエゴ・ラトーレ、ディエゴ・ソニョーラら若手が頭角を現した。その結果、ボカのチーム力は上がり1988-89シーズンは2位となった。そして1989年のスーペルコパ・スダメリカーナに参加して、ボカは決勝に進出してインデペンディエンテを下して優勝した。これは11年ぶりの国際タイトル獲得だった。

### 1990年代 - マラドーナ復帰と引退。そしてビアンチ時代の到来
1990年3月、ボカはレコパ・スダメリカーナで、アトレティコ・ナシオナルと対戦して勝利し、優勝した。1980年代末に移籍して来たモントーヤ、クシューホ、ジュンタ、シモンと生え抜きのラトーレ、ソニョーラらが主力となり新しいチームが出来上がり、ボカは2つの国際タイトルを獲得した。そして9月にガブリエル・バティストゥータが入団すると更にチーム力が増した。そしてこれに加え1991年シーズン、名将オスカル・タバレスがボカの監督に就任した。すると1990-91年シーズン後期はバティストゥータとラトーレが素晴らしいパフォーマンスを見せて全19試合無敗（13勝6分0敗）を記録して1位となった。この1990-91シーズン後期は攻撃陣のみならず守備陣が19試合で僅か6失点という際立った成績を残した。この1991年はリーグ方式の移行年で、前後期でそれぞれ1位になったチーム同士によるプレイオフ戦の勝者のみにタイトルが授与されるという大会規定であった。その為、ボカは国内リーグ優勝の称号をかけて前期優勝チームのニューウェルズ・オールドボーイズと優勝決定戦を行う事になった。しかし、バティストゥータとラトーレは既に欧州移籍が決まり契約上の問題で、このプレーオフに出場できなかった。エースFW2人を欠いたボカは、その穴を埋める事ができず、ニューウェルズに敗北して優勝を逃した。ボカは1991-92年シーズンはコパ・リベルタドーレスでも準決勝まで勝ち進んだが、チリのCSDコロコロに敗北した。
翌1992-93シーズン、アルベルト・マルシコとセルヒオ・ダニエル・マルティネス、カルロス・ダニエル・タピア、カルロス・マカリステルが入団した。このシーズンは司令塔マルシコとロベルト・カバニャスの攻撃陣が活躍した。一方、守備陣ではゴール・キーパーのモントーヤが824分間無失点というアルゼンチン・リーグの新記録を樹立する大活躍を見せた。彼らの活躍などがあり、ボカは1981年以来の実に11年ぶりとなる久しぶりの国内リーグ優勝を果たした。これで低迷期を脱するかと思われたが、この優勝後、ボカは再び停滞して、もがき苦しむ状態になった。
1995-96シーズン前期、ディエゴ・マラドーナが14年振りに古巣ボカに復帰した。マラドーナは自ら優秀な選手を勧誘してクラウディオ・カニーヒア、キリ・ゴンサレス、ディエゴ・カーニャなど名手を入団させた。そして14年前と同じシルビオ・マルソリーニ監督がチームを指揮した。ボカは残り5試合で2位と勝ち点6差をつけて首位を走っていて、多くの人がボカ優勝で決まりだと予想していた。しかしボカはこの後、失速してしまい優勝を逃した。ボカはリーグ終盤でCAベレス・サルスフィエルドに逆転されて、結局4位でシーズンを終えた。
1995-96シーズン後期、カルロス・ビラルドが監督に就任した。更にフアン・セバスティアン・ベロンが入団した。このシーズンもボカは優勝争いを演じた。第16節終了時点で、1位のベレスと僅か勝ち点1差の4位に付けていた。まだ優勝の可能性が残っていた。しかし、1996年8月7日の第17節アウェーのラシン・クラブ戦でマラドーナがペナルティ・キックを失敗した。その後、ボカは失点して0-1でラシンに敗北してしまった。この敗戦によりボカは優勝の可能性が失くなった（この試合にショックを受けたマラドーナはこの後11カ月間、チームから離脱した）。結局、ボカは5位でシーズンを終えた。
1996-97シーズン前期、名手ホセ・バスアルドが入団した。そしてディエゴ・ラトーレが古巣であるボカに復帰した。しかし成績は更に落ちて10位で終了して、ビラルドは退任した。
1997-98シーズン前期、後にクラブ史上最多得点記録を樹立するマルティン・パレルモが入団した。他にギジェルモ・バロスケロット、ノルベルト・ソラーノ、ホルヘ・ベルムーデス、オスカル・コルドバが入団した。そしてマラドーナもチームに復帰した。しかし1997年10月25日のリーグ戦第10節、アウェーのCAリーベル・プレート戦に先発したマラドーナは前半終了をした時点で交代を申し出てリケルメと交代して、ピッチを去った。この交代後、ボカは2-1で逆転勝利した。そして、この試合を最後にマラドーナはボカの試合に出場することは無く、このスーペルクラシコが天才ディエゴ・マラドーナの公式戦引退試合となった。この試合の5日後、マラドーナは自身の37歳の誕生日、1997年10月30日にフットボール選手を引退することを発表した。このシーズン中、司令塔マラドーナが突然引退してチーム離脱するという事件があったが、最終的にボカは2位という好成績に終わった。しかし1997-98シーズン後期は、8位となりまたしても期待外れに終わった。天才マラドーナ、カニーヒアというスター選手や他に優秀な選手を大量補強して、更にビラルドという名監督が指揮を執って挑んでもボカは優勝することができなかった。逆に宿敵リーベルが1996年から1997年にかけてアルゼンチン・リーグで16年ぶりの3連覇（3期連続優勝）という偉業を達成したので、ボカ・サポーターが受けたショックは甚大であった。
その様な状況下で、1998-99シーズン前期にカルロス・ビアンチが新監督に就任した。そしてマウリシオ・セルナが入団した。ビアンチはリケルメを司令塔に定着させて、新加入のセルナをボランチに置いた。そして2トップにパレルモとバロスケロットを起用した。その結果、ボカは19試合を13勝6分け0敗の成績で無敗優勝を達成した。6年振りの優勝だった。パレルモは20得点を挙げる活躍をして得点王に輝き、南米年間最優秀選手賞も受賞した。スター選手がいなくなった後にほぼ現有の戦力で圧倒的な強さで優勝したのでこの優勝はサポーターを驚かせた。続く1998-99シーズン後期、ボカは好調を維持して連覇を達成した。1990年代、ボカ・ジュニアーズは補強を重ねてもうまくいかない苦しいシーズンを6年過ごしたが、最後に2連覇を達成して20世紀を終えた。

### 2000年代 - 黄金時代、4度の南米王者、2度の世界王者
2000年代に入ってもビアンチに率いられたこのチームは好調を維持した。
ボカは2000年のコパ・リベルタドーレスに参加して、準々決勝で宿敵リーベル・プレートを倒すと、決勝まで勝ち進んだ。決勝戦はSEパルメイラスと対戦した。ボカは第1戦をホームで2-2と引き分けてしまったが、第2戦のアウェー・ゲームを耐えて0-0で引き分けた。そして大会規定によりペナルティ・キック戦が行われた。ボカはこのPK戦に勝利してパルメイラスを倒して22年振り3回目の南米王者となった。そして、2000年11月28日、東京で、ボカは欧州王者レアル・マドリードと世界一の座を懸けてインターコンチネンタル・カップを戦った。レアル・マドリード有利の前評判を覆し、ボカは22年ぶりの世界王者に輝いた。そしてアルゼンチンに帰国後、ボカは2000-01シーズン前期にも優勝した。これにより2000年シーズン、ボカは国内リーグ、コパ・リベルタドーレス、インターコンチネンタル・カップに優勝して3冠を達成した。この年は国際舞台でその強さを証明することに成功した。
翌2001年にボカは再びコパ・リベルタドーレス決勝へ勝ち進み、クルス・アスルと対戦して第1戦アウェーで1-0と勝利したが、第2戦のホーム・ゲームで0-1と敗北して、昨シーズンの決勝同様またしてもペナルティー・キック戦となった。ボカはこのPK戦に勝利してコパ・リベルタドーレス2連覇を達成した。そして2001年11月27日、東京で、ボカは欧州王者バイエルン・ミュンヘンと世界一の座を懸けてインターコンチネンタル・カップ戦った。この試合、バイエルン優勢で試合は進み、前後半終了して0-0で延長戦となった。そして延長後半2分、ボカはサミュエル・クフォーに得点奪われて、バイエルンに敗北した。これによりボカの世界2連覇の夢は潰えた。そしてこの試合後、チームは帰国して2001-02シーズン前期の戦いを再開して、2位の成績で終了した。このシーズン後、ビアンチ監督は敗北の責任を取り退任した。
ビアンチ監督は僅か3年半の在任期間で3度の国内リーグ優勝（1998-99前期、1998-99後期、2000-01前期）と2度の南米王者（2000年、2001年）、そして1度の世界王者（2000年）を果たした。この黄金時代のチームには、パレルモ、バロスケロット、リケルメ、セルナ、ベルムーデス、コルドバの他にセバスティアン・バタグリア、ウーゴ・イバーラ、ロランド・スキアビ、ニコラス・ブルディッソ、マルセロ・デルガドなどがいた。また、2001-02シーズン前期は、カルロス・テベスがプロ・デビューを果たした（2001年10月21日、タジェレス・デ・コルドバ戦）。
2001-02シーズン後期から、ボカの監督にオスカル・タバレスが復帰した。しかし、国内リーグ優勝を逃し、2002年コパ・リベルタドーレスでも準々決勝でオリンピア・アスンシオンに敗北した（この後、リケルメはボカを退団してFCバルセロナへ移籍した）。その後ボカは2002-03シーズン前期でも優勝を逃した。この結果、タバレス監督は無冠の責任を取り退任した。
2002-03シーズン後期、再びカルロス・ビアンチが監督に就任した。ボカは2003年コパ・リベルタドーレスで決勝まで勝ち進みサントスFCを下して優勝を果たした。ボカは5度目の南米王者を達成した。この大会ではカルロス・テベスの活躍が光った。そして2003年12月14日、横浜で、ボカは欧州王者ACミランと世界一の座をかけてインターコンチネンタル・カップを戦った。この試合も前評判ではACミラン有利と予想されていた。しかし、ボカは互角に戦い延長戦でも決着が着かず、ペナルティー・キック戦となった。ボカはこのPK戦に勝ち、ACミランを破り優勝を果たした。ボカは3度目の世界王者に輝き、MVPにはマティアス・ドネが選出された。そして、アルゼンチン帰国後、2003-04シーズン前期を戦い、優勝した。これにより2003年シーズン、ボカはコパ・リベルタドーレス、インターコンチネンタル・カップ、国内リーグを優勝して再び3冠を達成した。ビアンチ監督は復帰1年目でボカを再び世界チャンピオンに導き、更に3冠達成まで成し遂げた。このチームにはテベス、バロスケロット、デルガド、ブルディッソ、スキアビの他にディエゴ・カーニャ、ラウル・カッシーニ、ルイス・ペレア、クレメンテ・ロドリゲス、ロベルト・アボンダンシェリ、ペドロ・イアルレイなどがいた。
翌2004年シーズン、ボカはコパ・リベルタドーレスで再び決勝まで勝ち進み、コロンビアのオンセ・カルダスと対戦した。ボカは第1戦、エースのカルロス・テベスを出場停止で欠き、ホームで0-0で引き分けてしまった。そして第2戦のアウェー・ゲームも1-1で引き分けた。そして大会規定によりペナルティー・キック戦が行われた結果、敗北した。国内でもボカは2003-04シーズン後期は2位となり優勝を逃した。この2つの敗北の責任を取り、ビアンチ監督は辞任した。
この後、ミゲル・ブリンディシが監督に就任した。しかし、成績不振により2004-05シーズン前期途中に辞任した。その後ホルヘ・ホセ・ベニテスが監督に就任した。ボカはベニテス監督の下、2004年コパ・スダメリカーナで決勝まで勝ち進みクルブ・ボリバルを倒して優勝した。このチームにはパレルモ、バロスケロット、テベス、アンドレス・グリエルミンピエトロ、カーニャ、スキアビ、アボンダシエリなどがいた。この大会後、テベスはボカを退団した。テベスはリケルメ退団の穴を埋めて、ボカ在籍中に2003年、2004年と2年連続で南米年間最優秀選手賞を受賞した。
2005-06シーズン前期にアルフィオ・バシーレが監督に就任した。そしてボカはフェデリコ・インスア、ロドリゴ・パラシオ、ダニエル・ディアス、ダニエル・ビロスなどを獲得して大補強を行った。バシーレはパレルモとパラシオを2トップに起用し、司令塔をインスーアに担わせ、そして下部組織出身のボランチフェルナンド・ガゴを先発起用した。この布陣がうまく行き、ボカは2005-06シーズン前期に優勝を果たした。そして前年同様、ボカはコパ・スダメリカーナでも決勝へ勝ち進み、クラブ・ウニベルシダ・ナシオナルを下してこの大会2連覇を達成した。ボカは2005-06シーズン後期にも優勝したので国内で2期連続優勝を達成した。そしてボカは2006年レコパ・スダメリカーナでサンパウロFCも下して優勝した。バシーレは就任1年間で即座に4つのタイトルを獲得した。バシーレ監督はこの業績によりアルゼンチン代表監督のオファーを受けて代表監督に就任した。
2006-07シーズン前期、リカルド・ラ・ボルペが監督に就任した。このシーズンは最終節を終了して、ボカはエストゥディアンテス・デ・ラ・プラタと同勝ち点で1位であった。この為、両チームによるプレイオフが行われた。この試合にボカは1-2で敗れて優勝を逃し、ラ・ボルペ監督は退任した。
2006-07シーズン後期にミゲル・アンヘル・ルッソが監督に就任した。そしてフアン・ロマン・リケルメが欧州からボカに復帰した。ボカは2007年のコパ・リベルタドーレスで決勝まで勝ち進み、決勝戦ではグレミオFBPAを下して6度目の南米王者に輝いた。このチームにはリケルメの他にパレルモ、パラシオ、エベル・バネガ、クレメンテ・ロドリゲス、ダニエル・ディアス、アボンダンシエリなどがいた。そしてボカは2007年のFIFAクラブワールドカップに出場したが、リケルメはビジャレアルCFとの契約上の問題からボカの選手としてこの大会に参加することができなかった。チームの司令塔を欠いた影響は大きく、ボカは決勝でACミランに2-4と惨敗をした。
2008年1月、カルロス・イスチアが監督に就任した。ボカは2008年のコパ・リベルタドーレスは準決勝まで進んだがフルミネンセFCに敗北した。ボカは国内リーグも2位に終わり優勝を逃した。しかし、2008年8月に行われたレコパ・スダメリカーナで、ボカはアルセナルFCを下して優勝した。その後、ボカは2008-09シーズン前期を３チーム参加のプレイオフ戦を経て、優勝した（この2008-09シーズン前期は最終節を終了した段階で、ボカ、CAサン・ロレンソ・デ・アルマグロ、CAティグレの3チームが同勝ち点で並んだ。その為、3チームによるプレイ・オフが行われるという珍しい展開となった）。このチームにはリケルメ、バタグリア、イバーラの他にルーカス・ビアトリ、ガブリエル・パレッタ、ヘスス・ダトロなどがいた。しかし、2008-09シーズン後期からボカは酷い低迷を始めて、この後、4期続けて順位が10位以下という大不振に陥った。しかし、この低迷期にマルティン・パレルモが2008-09シーズンの後期の対CAウラカン戦（2009年3月1日）で得点を挙げてボカ・ジュニアーズで通算195得点となり、フランシスコ・バラージョが持つクラブ最多得点（194得点）の記録を破る偉業が達成された。
2000年代、ボカは通算10個の国際タイトルを獲得して、国際舞台で大きな成功を収めた。

### 2010年代
2009年から2011年まで成績不振が続いた。
2011-12シーズン前期、フリオ・セサル・ファルシオーニが監督に就任した。そしてレアンドロ・ソモサも入団した。ファルシオーニ監督は守備力の高いチームを作る事に成功した。その結果、ボカは無敗優勝（12勝7分0敗）を達成した。このシーズン、ボカは19試合で僅か6失点という好成績を残した。これによりボカはアルゼンチン・リーグが前後期制になって以降の最少失点記録を樹立した。強さを取り戻したボカは2012年にコパ・リベルタドーレスに出場して決勝まで勝ち進んだ。しかし、決勝でコリンチャンスに敗北した。この2011-2012シーズンにかけてのチームには、リケルメ、ソモサ、スキアビ、クレメンテ・ロドリゲスの他にパブロ・モウチェ、サンティアゴ・シルバなどがいた。
その後、2012年8月8日、ボカはコパ・アルヘンティーナ2011-12で、決勝戦でラシン・クラブと対戦して2-1で勝利し、優勝を果たした。
2012-13シーズン後期に、カルロス・ビアンチが3度目のボカ監督に就任をした。サポーターはビアンチの監督就任を喜び、再びボカ・ジュニアーズが南米王者や世界王者を達成できるのではと期待を膨らませた。しかし、ボカは2013年のコパ・リベルタドーレスは準々決勝で敗退し、国内リーグでも優勝する事ができなかった。この結果、ビアンチの3度目の監督時代は失敗に終わった。そして2014年7月にリケルメはアルヘンチノス・ジュニアーズに移籍して、1カ月後、ビアンチも監督を辞任してボカを去った。
ビアンチ辞任後、ロドルフォ・アルアバレーナが新監督となった。
2015年シーズン、シーズン途中からカルロス・テベスがボカに復帰した。この補強が成功して、ボカはこの年に優勝した。また、ボカはコパ・アルヘンティーナでも決勝でCAロサリオ・セントラルを2-0で下して優勝を果たした。これによりボカは2015年シーズン、国内2冠を達成した。このチームにはテベスの他にジョナタン・カレリ、ニコラス・ロデイロ、ダニエル・ディアスなどがいた。

### 2020年代
2022年、リーグ戦前・後期のチャンピオンを決めるトロフェオ・デ・カンペオネス決勝戦に進出。ラシン・クラブと戦ったが、試合の経過とともにラフプレーが連発。ボカは終了間際までにレッドカードにより7人の退場者を出したため規定により試合終了。敗れた。

## ユニフォームとエンブレム
最初のユニフォームカラーはピンク色であるが、すぐにピンク色を捨てて細い黒色と白色の縦縞に変更された。1906年、ボカは白黒のユニフォームを着て試合に敗れたため、ラ・ボカ地区の港に最初にやってきた船舶の旗の色に変更すると決めた。「ドロットニング・ソフィア」というスウェーデン国籍の貨物船がコペンハーゲンからやってきたため、スウェーデン国旗の黄色と青色がクラブカラーとなった。変更後初のユニフォームは黄色の帯が斜めに入っていたが、後に横縞に変更された。

### ユニフォームの変遷
ホーム用ユニフォームの変遷
|      |
| 1905 |

|      |
| 1905 |

|              |
| 1905–06 (7*) |

|              |
| 1907–13 (5*) |

|              |
| 1913-present |

珍しいデザインや特別に使用したユニフォーム
|                |
| 1963 away (1*) |

|                   |
| 1996–97 home (2*) |

|              |
| 1998–99 home |

|                |
| 1998 home (3*) |

|                   |
| 2000-01 home (4*) |

|              |
| 2006–07 away |

|           |
| 2010 (6*) |

- (1*)1963年のコパ・リベルタドーレスでウニベルシダ・デ・チレと対戦したが、ウニベルシダ・デ・チレもまた青色のユニフォームであるため、この対戦で着用された[25]
- (2*)1913年以降、2本の白色の縦縞が加えられた。
- (3*)1998年のコパ・メルコスールのためにデザインされたユニフォーム。
- (4*)2000年と2001年のコパ・メルコスールのためにデザインされたユニフォーム。
- (5*)クラブ創設100周年を祝って2005年のトルネオ・デ・ベラーノ（プレシーズン大会）の2試合のみで着用したユニフォーム。
- (6*)クラブ創設105周年を祝って 2010年のトルネオ・デ・ベラーノ、CAリーベル・プレート戦の2試合のみで着用したユニフォーム。
- (7*)1906年モデルに敬意を表して2012年のトルネオ・デ・ベラーノで着用されたユニフォーム[26]

### サプライヤーとスポンサー

ホカ・ジュニアーズ博物館に展示されているユニフォーム

1900年代初頭に着用されたクラブ初のユニフォーム

1995から使用しているロゴ

| 期間      | サプライヤー  | スポンサー                                        |
| --------- | ------------- | ------------------------------------------------- |
| 1980-1980 | アディダス    | なし                                              |
| 1983      | アディダス    | Vinos Maravilla                                   |
| 1984      | アディダス    | Dekalb                                            |
| 1985      | アディダス    | なし                                              |
| 1986-1988 | アディダス    | Fate                                              |
| 1989-1992 | アディダス    | フィアット (自動車)                               |
| 1992-1995 | Olan          | パルマラット (乳製品)                             |
| 1995-1996 | Olan / Topper | キルメス (ビール)                                 |
| 1996-2001 | ナイキ        | キルメス (ビール)                                 |
| 2001-2003 | ナイキ        | ペプシコーラ (飲料)                               |
| 2003-2004 | ナイキ        | ペプシコーラ (飲料) & グッドイヤー (タイヤ)       |
| 2004-2005 | ナイキ        | レッド・メガトーン (家電) & グッドイヤー (タイヤ) |
| 2006      | ナイキ        | メガトーン (家電) & グッドイヤー (タイヤ)         |
| 2007-2009 | ナイキ        | メガトーン(家電) & UNICEF (国連総会補助機関)      |
| 2009-2011 | ナイキ        | LG (家電) & トタル (石油)                         |
| 2012-2018 | ナイキ        | BBVA (銀行) & トタル (石油)                       |
| 2019      | ナイキ        | カタール航空（航空会社）                          |
| 2020-2022 | アディダス    | カタール航空（航空会社）                          |
| 2023-     | アディダス    | betsson（オンラインカジノ）                       |

### エンブレム
エンブレムは時代ごとに細かな変更を経ており、現在のモデルは6代目である。1955年、クラブ創設50周年を記念して月桂樹の葉が加えられ、エンブレムの色がユニフォームカラ―に揃えられた。1970年、クラブが獲得した数々の国内タイトルを意味する星が上部に、数々の国際タイトルを意味する星が底部に付け加えられた。ボカが国内タイトルを獲得するたびに星の数が増え、現在では52個の星がエンブレムに付けられている。

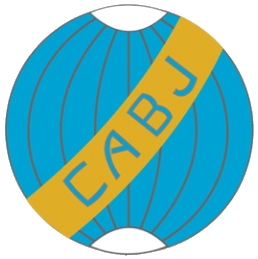
1911-1914
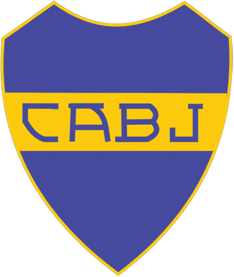
1915-1932
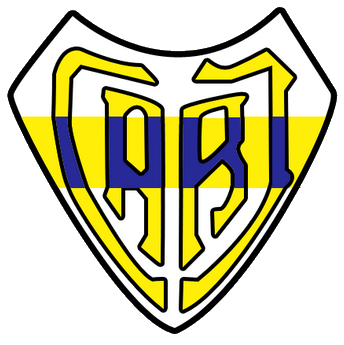
1925-1926
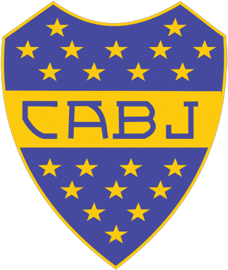
1932-1996
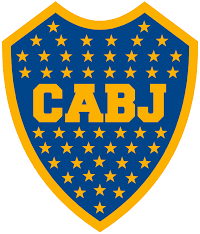
1996-現在

## スタジアム

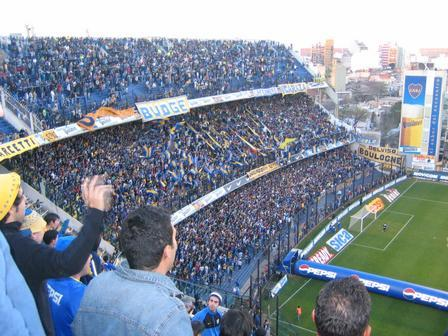
3階のサイドスタンドから見たラ・ボンボネーラ

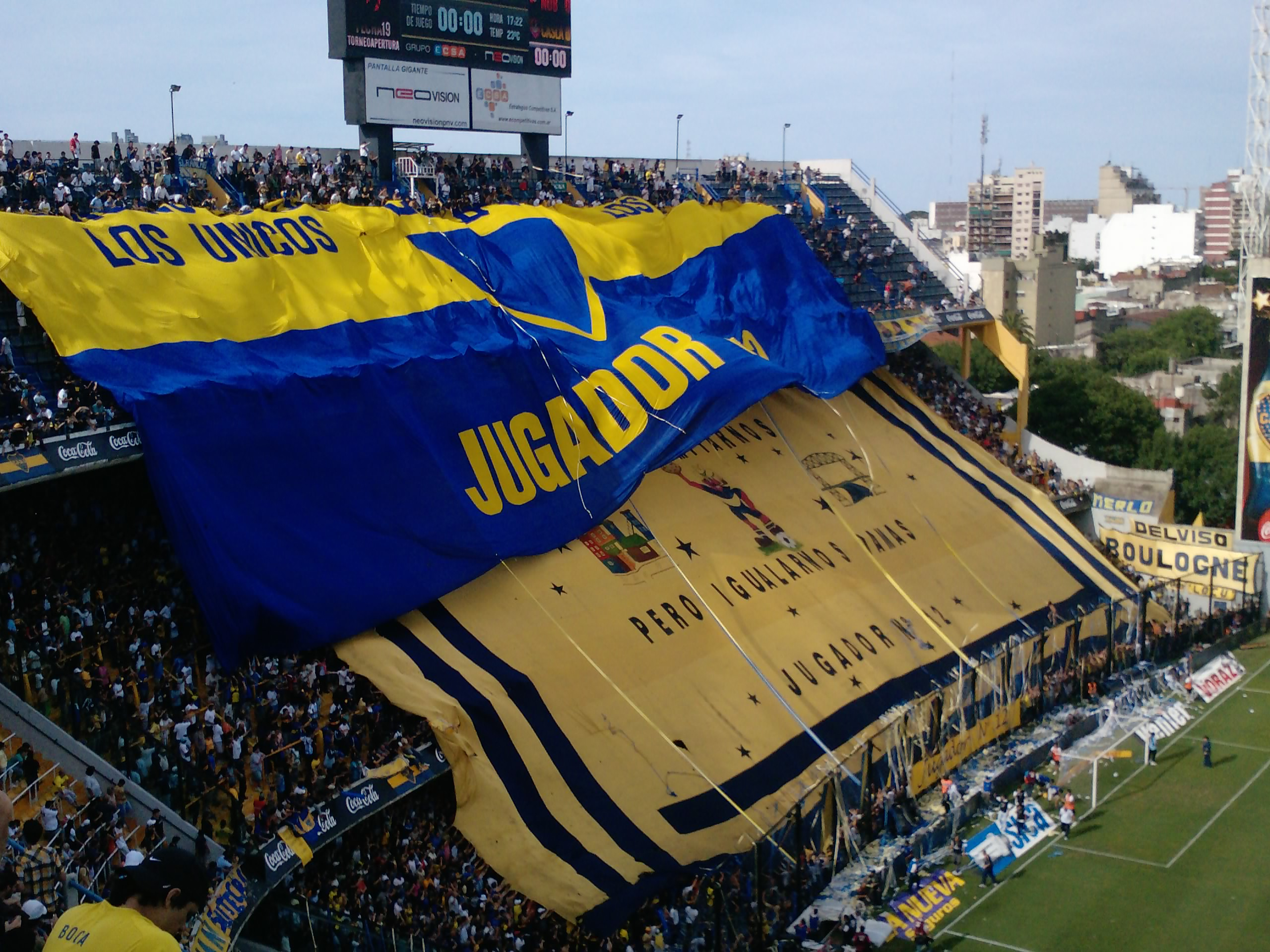

### 賃貸契約時代
現在の場所であるブランドセンに落ち着くまでに、ボカはいくつかの場所で試合を行っていた。クラブ最初のグラウンドはラ・ダルセナ・スルにあったが、リーグが定めたスタジアムの最低条件を満たしていなかったため、1907年に立ち退いた。1908年から1912年の間はイスラ・デマルチ地区にある3つのグラウンドを使用した。1914年から1915年はラ・ボカ地区を離れた最初で最後の期間であり、ブエノスアイレス州アベジャネーダ・パルティードのウィルデで試合を行ったが、比較的残念なシーズンを送り、1915年の観客数が芳しくなかったため、ブエノスアイレス市内のラ・ボカ地区に戻った。ミニストロ・ブリン通りとセンゲル通りの交差部分に新しいスタジアムを建築し、1916年5月25日のオープンから1924年までこのスタジアムを使用した。

### ラ・ボンボネーラ
1924年、ブランドセン通り・デル・クルセーロ通り・アルティストブーロ通が交わり、近くを鉄道路線が走る現在の地点に移転した。1931年に200万200ペソを支払って土地を購入すると、カミーロ・シチェーロ会長時代の1938年にコンクリート造りによる現在のスタジアムの建設が始まり、ホセ・L・デルピーニが建築監督を務めた。このスタジアムが1940年に完成するまでは、カバリート地区にあるフェロ・カリル・オエステのホームスタジアムでホームゲームを行った。1940年5月25日、CAサン・ロレンソ・デ・アルマグロとの親善試合で新スタジアムがお披露目され、スタジアム初得点を決めたリカルド・アラルコンの活躍などで2-0と勝利。スタジアムの設計者はユーゴスラビア人のヴィクトリオ・スルシッチであるが、彼がもらったチョコレート箱（スペイン語でBombonera）の形が設計中のスタジアムに似ていたことから、ラ・ボンボネーラという愛称が付けられた。1941年にはゴール裏の2階席が完成。1940年代から1950年代にかけて活躍したナタリオ・ペスシアに敬意を表し、このスタンドは彼の名前で呼ばれている。1951年から1953年には3階部分が増設され、人工的な照明システムが導入された。
カーサ・アマリーリャのプラットフォームに対面するスタンドはほとんど未開発のまま残っていたが、1996年にスタジアム全体の大改修工事が行われ、バルコニー席やVIPボックスに改良されている。ボックス席のうちの2つは元監督のカルロス・ビラルドと元キャプテンのディエゴ・マラドーナが購入している。スタジアムの3面は従来通りの傾斜したスタンドであるが、もう一つの面は垂直に屹立した壁のようになっており、いくつかのボックス席が配置されてスタジアムの特色となっている。スタジアムに初めて正式な名称が与えられたのは1986年4月20日であり、現在のスタジアム建設に携わったカミーロ・シチェーロ元会長の名前を取ってエスタディオ・カミーロ・シチェーロとして知られた。1960年代から1970年代にかけて会長を務めたアルベルト・J・アルマンドの13回忌に当たる2000年12月27日、スタジアムの名称がエスタディオ・アルベルト・J・アルマンドに変更された。芸術家のペレス・セリスとロムーロ・マッシオはスタジアム壁面への絵画制作を依頼され、彼らの作品は今日でもボックス席の外側部分に残っている。クラブ創立100周年の際には、クラブの歴史に残る100人の選手や監督たちの足型がブランドセン通りの歩道に刻まれた。
ラ・ボンボネーラは49,000人を収容する。その人気の高さからチケットを得るのは容易ではなく、特にCAリーベル・プレートとのスーペルクラシコはチケット入手が困難である。スタジアムにはさらなる改築計画があり、過度な混雑を緩和するための拡張や設備の改善などが計画されている。

## サポーター

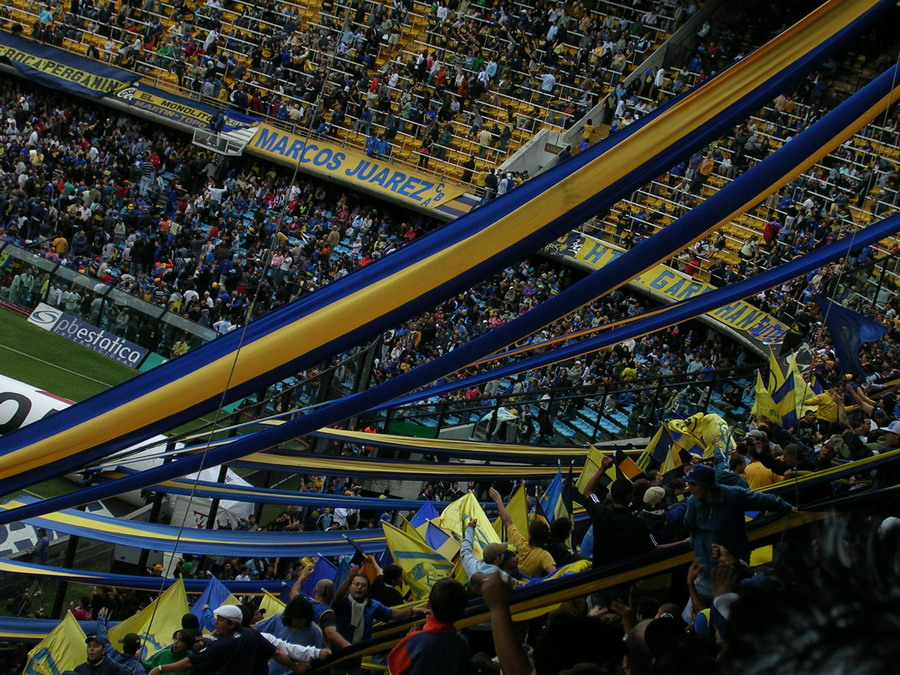
ラ・ボンボネーラに陣取るバーラ・ブラーバ (ラ・ドセ)

ボカは伝統的に労働者階級のクラブとみなされており、中流階級のクラブとされるCAリーベル・プレートとは対照的である。クラブ自身はアルゼンチンの人口の「半分よりひとり多く」(la mitad más uno)がボカのサポーターだと主張しているが、2006年の調査ではアルゼンチンの人口の40%がボカのサポーターであり、アルゼンチン最多のサポーターを持つクラブである。
1975年、ボカのサポーターとしてよく知られたマリー・エッシャー・デュフォー (Mary Esher Duffau) の生活を追ったドキュメンタリー映画「ラ・ファウリート」が公開された。2008年4月30日、ボカがコパ・リベルタドーレスでクルゼイロECと対戦したのと同じ日に、マリーは74歳で死去した。彼女の死を悼み、ボカの選手とサポーターは1分間の黙祷をささげた。

### ニックネーム
20世紀初頭、ラ・ボカ地区に多く住んでいたイタリアのジェノヴァからの移民たちがクラブを設立したため、ボカのサポーターはロス・セネイセス（Los Xeneizes、ジェノヴァ人）と呼ばれる。ライバルクラブの多くのサポーターはボカサポーターのことをロス・ボステロス（Los Bosteros、糞の回収業者）と蔑んでいる。現在はラ・ボンボネーラが建っている場所にかつて煉瓦工場があり、煉瓦の材料として馬の糞が使用されていたことに由来する。そもそもはライバルサポーターがボカサポーターを侮辱するために造り出したニックネームであるが、ボカサポーターは今やニックネームに誇りを感じている。クラブカラ―を反映して、ボカのユニフォームはラ・アスール・イ・オロ（青と金）と呼ばれている。日々のすべてをクラブのサポートに捧げる人々はラ・ヌメロ・ドセまたはラ・ドセ（la número 12、12番目の選手）と呼ばれる。ボカサポーターを有名にしたこの名称の由来は1925年のヨーロッパツアーまで遡る。このツアーにはビクトリアーノ・カッファレーナという裕福なボカサポーターが同行し、また彼はツアーの資金を供出した。ツアーの最中にもあらゆる点で選手をサポートし、選手と強い信頼関係を築いて「12番目の選手」と呼ばれるようになった。チームがアルゼンチンに帰国しても、カッファレーナは選手のような存在として知られた。今日、このニックネームはラ・ドセ (La 12) と呼ばれるサポーターグループを呼称する時にまず第一に使用される。ボカのライバル（主にリーベルとラシン）はボカサポーターに対してボリビアーノス（bolivianos、ボリビア人）やパラグアヨス（paraguayos、パラグアイ人）という侮蔑的なニックネームを使用し、このような差別的なチャントが歌われることで多くの試合が中断されている。

### 海外のサポーター
ペーニャス (Peñas) と呼ばれるファンクラブはアルゼンチンの各都市に存在し、また、ロシア、ウクライナ、スペイン、イスラエル、日本に存在する。日本で開催されたインターコンチネンタルカップで多くの成功を収めていることから、特に日本ではボカの人気が高い。南米中にファンを抱えているが、南米出身者が多数在住するアメリカにも多くのファンがおり、2007年7月にはプレシーズンツアーでアメリカを訪れた。その際にクラブは「ボカ・ジュニアーズUSA」設立を検討しているとし、メジャーリーグサッカー (MLS) に参戦するためにニューヨーク、マイアミ、ロサンゼルス、アリゾナ州を本拠地の候補に挙げた。

## ライバル
ボカは長い間CAリーベル・プレートとライバル関係にあり、両者の対戦はスーペルクラシコと呼ばれる。両クラブはともに貧困層が多い川岸のラ・ボカ地区に起源を持つが、1923年、リーベルは富裕層が多い市北部のヌニェス地区に移転した。スーペルクラシコは世界で最も激しく最も重要なダービーのひとつであるとされている。イギリスのオブザーバー紙は、「死ぬまでに観るべき50のスポーツイベント」の第1位に「（ラ・ボンボネーラで行われる）スーペルクラシコ」を選出した。サポーターの情熱は特筆すべきであり、両クラブのサポーターが陣取るスタンドには花火、色とりどりの紙吹雪・クラブ旗・紙ロールが登場する。両サポーターは有名なロックバンドの楽曲をベースにしたチャントを歌い、チャントに合わせてサポーターが一斉に飛び跳ねることでスタジアム全体が振動する。試合はしばしば暴動に発展し、両クラブのサポーター同士やサポーターと警官が衝突することがある。引き分け以外に終わった試合の後には、ブエノスアイレスの通りは敗者をからかう多数のポスターで埋め尽くされる。これはボカの勝利が続いた1990年代以降に広まり、今ではブエノスアイレスにおける文化にひとつとなっている。
プリメーラ・ディビシオンでは200試合近くのダービーが行われ、その他の試合も含めると300試合以上が行われている。プリメーラの試合に限定しても、その他の試合も含めても、ダービーの成績ではボカがやや優勢である。激しいライバル意識にもかかわらず、ホセ・マヌエル・モレーノ、ウーゴ・オーランド・ガッティ、アルベルト・タランティーニ、オスカル・ルジェリ、フリオ・オラルティコエチェア、カルロス・タピア、ガブリエル・バティストゥータ、クラウディオ・カニーヒアなどが両クラブ間を移籍している。
そして、CAインデペンディエンテ、ラシン・クラブ、CAサン・ロレンソ・デ・アルマグロのビッグ5同士の対戦もクラシコと呼ばれ、関心を集めている。

## タイトル

### 国内タイトル
- リーグ : 34回（Mはメトロポリターノ、Nはナシオナル、Aはアペルトゥーラ、Cはクラウスーラの略）
  - 1919, 1920, 1923, 1924, 1926, 1930, 1931, 1934, 1935, 1940, 1943, 1944, 1954, 1962, 1964, 1965, 1969N, 1970N, 1976M, 1976N,
1981M, 1992-93A, 1998-99A, 1998-99C, 2000-01A, 2003-04A, 2005-06A, 2005-06C, 2008-09A, 2011-12A, 2015, 2016-17, 2017-18, 2019-20
- コパ・アルヘンティーナ : 4回
  - 1969, 2011-12, 2014-15, 2019-20

### 国際タイトル
- インターコンチネンタルカップ : 3回
  - 1977, 2000, 2003
- コパ・リベルタドーレス : 6回
  - 1977, 1978, 2000, 2001, 2003, 2007
- コパ・スダメリカーナ : 2回
  - 2004, 2005
- レコパ・スダメリカーナ : 4回
  - 1990, 2005, 2006, 2008
- スーペルコパ・スダメリカーナ : 1回
  - 1989
- コパ・マステル・デ・スーペルコパ : 1回
  - 1992
- コパ・オーロ : 1回
  - 1993
- タイ・カップ : 1回
  - 1919
- コパ・デ・オノール・クセニエール : 1回
  - 1920

## 過去の成績
| シーズン                      | 順位         | 試合数 | 勝 | 分 | 敗 | 得点 | 失点 | 得失点 |
| ----------------------------- | ------------ | ------ | -- | -- | -- | ---- | ---- | ------ |
| 2001-02 アペルトゥーラ        | 3位          | 19     | 9  | 6  | 4  | 41   | 27   | 14     |
| 2001-02 クラウスーラ          | 3位          | 19     | 10 | 5  | 4  | 26   | 17   | 9      |
| 2002-03 アペルトゥーラ        | 2位          | 19     | 12 | 4  | 3  | 32   | 15   | 17     |
| 2002-03 クラウスーラ          | 2位          | 19     | 12 | 3  | 4  | 36   | 23   | 13     |
| 2003-04 アペルトゥーラ        | 1位          | 19     | 11 | 6  | 2  | 31   | 11   | 20     |
| 2003-04 クラウスーラ          | 2位          | 19     | 10 | 6  | 3  | 34   | 17   | 17     |
| 2004-05 アペルトゥーラ        | 8位          | 19     | 7  | 5  | 7  | 22   | 16   | 6      |
| 2004-05 クラウスーラ          | 15位         | 19     | 6  | 4  | 9  | 26   | 30   | -4     |
| 2005-06 アペルトゥーラ        | 1位          | 19     | 12 | 4  | 3  | 36   | 17   | 19     |
| 2005-06 クラウスーラ          | 1位          | 19     | 13 | 4  | 2  | 37   | 14   | 23     |
| 2006-07 アペルトゥーラ        | 2位          | 19     | 14 | 2  | 3  | 41   | 17   | 24     |
| 2006-07 クラウスーラ          | 2位          | 19     | 11 | 6  | 2  | 38   | 20   | 18     |
| 2007-08 アペルトゥーラ        | 4位          | 19     | 9  | 4  | 6  | 32   | 18   | 14     |
| 2007-08 クラウスーラ          | 2位          | 19     | 11 | 6  | 2  | 33   | 15   | 18     |
| 2008-09 アペルトゥーラ        | 1位          | 19     | 12 | 3  | 4  | 33   | 21   | 12     |
| 2008-09 クラウスーラ          | 14位         | 19     | 6  | 4  | 9  | 22   | 25   | -3     |
| 2009-10 アペルトゥーラ        | 11位         | 19     | 7  | 6  | 6  | 28   | 24   | 4      |
| 2009-10 クラウスーラ          | 16位         | 19     | 5  | 5  | 9  | 28   | 35   | -7     |
| 2010-11 アペルトゥーラ        | 12位         | 19     | 7  | 4  | 8  | 20   | 20   | 0      |
| 2010-11 クラウスーラ          | 7位          | 19     | 7  | 7  | 5  | 24   | 22   | 2      |
| 2011-12 アペルトゥーラ        | 1位          | 19     | 12 | 7  | 0  | 25   | 6    | 19     |
| 2011-12 クラウスーラ          | 4位          | 19     | 9  | 6  | 4  | 30   | 20   | 10     |
| 2012-13 イニシアル            | 6位          | 19     | 9  | 6  | 4  | 25   | 20   | 5      |
| 2012-13 フィナール            | 19位         | 19     | 3  | 9  | 7  | 13   | 29   | -16    |
| 2013-14 イニシアル            | 6位          | 19     | 8  | 5  | 6  | 30   | 21   | 9      |
| 2013-14 フィナール            | 2位          | 19     | 9  | 5  | 5  | 25   | 15   | 10     |
| 2014 カンペオナート           | 5位          | 19     | 9  | 4  | 6  | 25   | 23   | 2      |
| 2015 カンペオナート           | 1位          | 30     | 20 | 4  | 6  | 49   | 26   | 23     |
| 2016 カンペオナート           | 10位 (ソナ2) | 16     | 5  | 5  | 6  | 15   | 13   | 2      |
| 2016-17 カンペオナート        | 1位          | 30     | 18 | 9  | 3  | 62   | 25   | 37     |
| 2017-18 スーペルリーガ        | 1位          | 27     | 18 | 4  | 5  | 50   | 22   | 28     |
| 2018-19 スーペルリーガ        | 3位          | 25     | 15 | 6  | 4  | 42   | 18   | 24     |
| 2019-20 スーペルリーガ        | 1位          | 23     | 14 | 6  | 3  | 35   | 8    | 27     |
| 2021 リーガ・プロフェシオナル | 4位          | 25     | 11 | 8  | 6  | 35   | 19   | 16     |
| 2022 リーガ・プロフェシオナル | 1位          | 27     | 16 | 4  | 7  | 34   | 28   | 6      |
| 2023 リーガ・プロフェシオナル | 7位          | 27     | 13 | 5  | 9  | 33   | 24   | 9      |

## 現所属メンバー
2022年9月2日現在
注：選手の国籍表記はFIFAの定めた代表資格ルールに基づく。
| No. | Pos. |              | 選手名                   |
| --- | ---- | ------------ | ------------------------ |
| 1   | GK   | アルゼンチン | セルヒオ・ロメロ         |
| 2   | DF   | アルゼンチン | クリスティアン・レマ     |
| 3   | DF   | ウルグアイ   | マルセロ・サラッキ       |
| 4   | DF   | アルゼンチン | ニコラス・フィガル       |
| 5   | MF   | アルゼンチン | レアンドロ・パレデス     |
| 7   | FW   | アルゼンチン | エセキエル・セバージョス |
| 8   | MF   | チリ         | カルロス・パラシオス     |
| 9   | FW   | アルゼンチン | ミルトン・ヒメネス       |
| 10  | FW   | ウルグアイ   | エディンソン・カバーニ   |
| 11  | FW   | アルゼンチン | ルーカス・ジャンソン     |
| 12  | GK   | アルゼンチン | レアンドロ・ブレイ       |
| 13  | GK   | アルゼンチン | ハビエル・ガルシア       |
| 14  | MF   | アルゼンチン | イグナシオ・ミラモン     |
| 15  | MF   | チリ         | ウィリアムズ・アラルコン |
| 16  | FW   | ウルグアイ   | ミゲル・メレンティエル   |
| 17  | DF   | ペルー       | ルイス・アドビンクラ     |
| 18  | DF   | コロンビア   | フランク・ファブラ ()    |
| 19  | MF   | アルゼンチン | アグスティン・マルテガニ |

| No. | Pos. |              | 選手名                     |
| --- | ---- | ------------ | -------------------------- |
| 20  | FW   | アルゼンチン | アラン・ヴァレスコ         |
| 21  | MF   | スペイン     | アンデル・エレーラ         |
| 22  | FW   | アルゼンチン | ケヴィン・ゼノン           |
| 23  | DF   | アルゼンチン | ラウタロ・ブランコ         |
| 24  | DF   | アルゼンチン | フアン・バリナガ           |
| 25  | GK   | アルゼンチン | アグスティン・マルチェシン |
| 26  | DF   | アルゼンチン | マルコ・ペッレグリーノ     |
| 27  | MF   | アルゼンチン | マルコム・ブライダ         |
| 29  | MF   | アルゼンチン | ロドリゴ・バッタグリア     |
| 30  | MF   | アルゼンチン | トマス・ベルモンテ         |
| 32  | DF   | アルゼンチン | アイルトン・コスタ         |
| 33  | FW   | アルゼンチン | ブライアン・アギーレ       |
| 34  | DF   | アルゼンチン | マテオ・メンディア         |
| 38  | MF   | アルゼンチン | カミロ・レイ・ドメネク     |
| 40  | DF   | アルゼンチン | ラウタロ・ディ・ロッロ     |
| 42  | DF   | スイス       | ルーカス・ブロンデル       |
| 43  | MF   | アルゼンチン | ミルトン・デルガド         |

監督
 ミゲル・アンヘル・ルッソ

### ローン移籍
in
注：選手の国籍表記はFIFAの定めた代表資格ルールに基づく。
| No. | Pos. |              | 選手名                                          |
| --- | ---- | ------------ | ----------------------------------------------- |
| 14  | MF   | アルゼンチン | イグナシオ・ミラモン (LOSCリール・メトロポール) |

out
注：選手の国籍表記はFIFAの定めた代表資格ルールに基づく。
| No. | Pos. |              | 選手名                                                                    |
| --- | ---- | ------------ | ------------------------------------------------------------------------- |
| --  | DF   | アルゼンチン | オスカル・サロモン (CAプラテンセ)                                         |
| --  | DF   | アルゼンチン | レンソ・ジャンパオリ (クラブ・デ・ヒムナシア・イ・エスグリマ・ラ・プラタ) |
| --  | DF   | アルゼンチン | アレクシス・アルバリーリョ (Amazonas FC)                                  |
| --  | DF   | アルゼンチン | アグスティン・エレディア (CD Cobreloa)                                    |
| --  | DF   | アルゼンチン | マルセロ・ウェイガント (インテル・マイアミCF)                             |
| --  | DF   | パラグアイ   | ブルーノ・ヴァルダス (クルブ・セロ・ポルテーニョ)                         |
| --  | MF   | アルゼンチン | ハベス・サラレギ (CAティグレ)                                             |
| --  | MF   | アルゼンチン | シモン・リベロ (CAティグレ)                                               |
| --  | MF   | アルゼンチン | ビセンテ・タボルダ (CAプラテンセ)                                         |
| --  | MF   | アルゼンチン | ゴンサロ・マローニ (CAニューウェルズ・オールドボーイズ)                   |
| --  | MF   | アルゼンチン | フアン・ラミレス (CA Lanús)                                               |

| No. | Pos. |              | 選手名                                                                            |
| --- | ---- | ------------ | --------------------------------------------------------------------------------- |
| --  | MF   | アルゼンチン | マウリシオ・ベニテス (ロイヤル・アントワープFC)                                   |
| --  | FW   | アルゼンチン | イスラエル・エスカランテ (CA Boca Unidos)                                         |
| --  | FW   | アルゼンチン | ガストン・ゲルゼル (CA Los Andes)                                                 |
| --  | FW   | アルゼンチン | ルーカス・ブロチェロ (CAチャカリタ・ジュニアーズ)                                 |
| --  | FW   | アルゼンチン | ゴンサロ・モラレス (CAバラカス・セントラル)                                       |
| --  | FW   | アルゼンチン | トマス・フェルナンデス (Club Atlético San Martín (SJ))                            |
| --  | FW   | アルゼンチン | ナサレノ・ソリス (CS Deportivo Madryn)                                            |
| --  | FW   | アルゼンチン | ニコラス・オルシーニ (CAプラテンセ) ()                                            |
| --  | FW   | アルゼンチン | マキシミリアーノ・ザラザール (クラブ・デ・ヒムナシア・イ・エスグリマ・ラ・プラタ) |
| --  | FW   | アルゼンチン | アグスティン・オバンド (CAバンフィエルド)                                         |
| --  | FW   | アルメニア   | ノルベルト・ブリアスコ (クラブ・デ・ヒムナシア・イ・エスグリマ・ラ・プラタ) ()    |

## 歴代会長
|    | 在職期間  | 名前                               | 備考                                                |
| -- | --------- | ---------------------------------- | --------------------------------------------------- |
| 1  | 1905      | エステバン・バグリエット           |                                                     |
| 2  | 1905      | ルイス・セレーソ                   |                                                     |
| 3  | 1906-1907 | フアン・ブリッセット               |                                                     |
| 4  | 1907      | ルドビコ・ドリェンス               |                                                     |
| 5  | 1908      | パブロ・ヒウディセ                 |                                                     |
| 6  | 1908-1914 | フアン・ブリッセット               | 2回目の就任                                         |
| 7  | 1914      | サンティアゴ・サーナ               |                                                     |
| 8  | 1915-1917 | エミリオ・メインケ                 |                                                     |
| 9  | 1918      | サンティアゴ・サーナ               | 2回目の就任                                         |
| 10 | 1918-1919 | エミリオ・メインケ                 | 2回目の就任                                         |
| 11 | 1920-1921 | エミリオ・ガグリオーロ             |                                                     |
| 12 | 1921      | アグスティン・カッシネッリ         | 暫定会長                                            |
| 13 | 1921-1922 | フアン・フェルナンデス             |                                                     |
| 14 | 1922-1926 | マンリオ・アナスタシ               |                                                     |
| 15 | 1927-1928 | バルトロム・グティエレス           |                                                     |
| 16 | 1928      | ニコラス・ブラホヴィッチ           |                                                     |
| 17 | 1929-1936 | ルペルト・モルフィーノ             |                                                     |
| 18 | 1937-1938 | カミーロ・シチェーロ               |                                                     |
| 19 | 1939-1946 | エドゥアルド・サンチェス・テレーロ |                                                     |
| 20 | 1947      | アルフレード・ロペス               |                                                     |
| 21 | 1948-1953 | ダニエル・ヒル                     |                                                     |
| 22 | 1954-1955 | アルベルト・J・アルマンド          |                                                     |
| 23 | 1956      | エミリオ・レベラット               |                                                     |
| 24 | 1957-1959 | ミゲル・デ・リグロス               |                                                     |
| 25 | 1960-1980 | アルベルト・J・アルマンド          | 2回目の就任                                         |
| 26 | 1981-1983 | マルティン・ノエル                 |                                                     |
| 27 | 1984      | ドミンゴ・コリグリアーノ           |                                                     |
| 28 | 1984-1985 | フェデリコ・ポリャック             | Federal Receiver                                    |
| 29 | 1985-1995 | アントニオ・アレグレ               |                                                     |
| 30 | 1996-2007 | マウリシオ・マクリ                 | 後に第53代アルゼンチン共和国大統領                  |
| 31 | 2007-2008 | ペドロ・ポンピリオ                 | アルゼンチンサッカー協会 (AFA) 副会長、在職中に死去 |
| 32 | 2008-2011 | ホルヘ・アモール・アメアル         |                                                     |
| 33 | 2011-2019 | ダニエル・アンジェリッシ           |                                                     |
| 34 | 2019-2023 | ホルヘ・アモール・アメアル         | 2回目の就任                                         |
| 35 | 2023-     | フアン・ロマン・リケルメ           | 元アルゼンチン代表、前副会長。                      |

## 歴代監督
ボカで最も成功を収めた監督を2人挙げるならば、フアン・カルロス・ロレンソ（1976年 - 1979年、1987年）とカルロス・ビアンチ（1998年 - 2002年、2003年 - 2004年、2012年 - ）である。トトという愛称で呼ばれたロレンソは5個、ビアンチは9個のタイトルを獲得している。トトは1976年にメトロポリターノとナシオナルで優勝し、1977年と1978年にコパ・リベルタドーレスで優勝し、1977年にインターコンチネンタルカップで優勝した。ビアンチは1998年と2000年と2003年にアペルトゥーラで優勝し、1999年にクラウスーラで優勝し、2000年と2001年と2003年にコパ・リベルタドーレスで優勝し、2000年と2003年にインターコンチネンタルカップで優勝した。
2006年9月15日、アルゼンチン代表監督に就任したアルフィオ・バシーレ監督の後任としてリカルド・ラ・ボルペ監督が就任したが、ラボルペ監督はアペルトゥーラ2006でバシーレ監督時代の成功を引き継ぐことができなかった。ラボルペ監督の後任にはミゲル・アンヘル・ルッソ監督が就任し、クラウスーラ2007ではCAサン・ロレンソ・デ・アルマグロに次ぐ2位であったが、コパ・リベルタドーレスではグレミオFBPAを5-0で下して6度目の優勝を果たした。サン・ロレンソに去ったルッソ監督の後任にはカルロス・イスチア監督が就任した。現監督のフリオ・セサル・ファルシオーニはアペルトゥーラ2011で無敗（12勝7分）優勝を果たした。
 マリオ・フォルトゥナート 1930-1937, 1946, 1953, 1956-1957
 アルフレッド・ディ・ステファノ 1969-1970
 フアン・カルロス・ロレンソ 1976-1979, 1987
 カルロス・ビアンチ 1998-2001, 2003-2004, 2013-2014
 オスカル・タバレス 2002
 ミゲル・アンヘル・ブリンディシ 2004
 ホルヘ・ホセ・ベニテス 2004-2005
 アルフィオ・バシーレ 2005-2006
 リカルド・ラ・ボルペ 2006
 ミゲル・アンヘル・ルッソ 2007
 カルロス・イスチア 2008-2009
 アルフィオ・バシーレ 2009-2010
 クラウディオ・ボルギ 2010
 フリオ・セサル・ファルシオーニ 2011-2012
 カルロス・ビアンチ 2013-2014
 ロドルフォ・アルアバレーナ 2014-2016
 ギジェルモ・バロスケロット 2016-2018
 グスタボ・アルファロ 2019
 ミゲル・アンヘル・ルッソ 2020-2021
 セバスティアン・バタグリア 2021-2022
 ウーゴ・イバーラ 2022-2023
 ホルヘ・アルミロン 2023-

## 歴代所属選手

### GK
カルロス・モントーヤ
 オスカル・コルドバ
 ロベルト・アボンダンシェリ
🇦🇷 ウーゴ・オルランド・ガティ

### DF
アルベルト・タランティーニ
 オスカル・ルジェリ
 ホセ・ルイス・クチューフォ
 フアン・シモン
 ネルソン・ビバス
 ワルテル・サムエル
 ホルヘ・ベルムデス
 ファブリシオ・コロッチーニ
 ニコラス・ブルディッソ
 ロランド・スキアビ
 ルイス・ペレア
 クラウディオ・モレル・ロドリゲス
 フリオ・セサル・カセレス

### MF
マルセロ・トロビアーニ
 ディエゴ・マラドーナ
 フリオ・オラルティコエチェア
 セルヒオ・ベルティ
 アレハンドロ・マンクーソ
 ロベルト・アクーニャ
 ディエゴ・ラトーレ
 ホセ・バスアルド
 キリ・ゴンサレス
 ディエゴ・カーニャ
 フアン・セバスティアン・ベロン
 ノルベルト・ソラーノ
 フアン・ロマン・リケルメ
 マウリシオ・セルナ
 ファビアン・バルガス
 フェルナンド・ガゴ
 エベル・バネガ
 アルバロ・ゴンサレス
 ダニエレ・デ・ロッシ

### FW
アベル・バルボ
 クラウディオ・カニーヒア
 アルベルト・アコスタ (1993-94)
 ルイス・エルナンデス
 セルヒオ・ダニエル・マルティネス
 ガブリエル・バティストゥータ
 高原直泰
 マルセロ・デルガド
 カルロス・テベス
 ロドリゴ・パラシオ
 マルティン・パレルモ
 パブロ・オスバルド
 マテオ・レテギ

## その他
Jリーグの北海道コンサドーレ札幌、FC東京、横浜F・マリノス、ヴァンフォーレ甲府、アビスパ福岡などの応援歌は、ボカ・ジュニアーズの応援歌を借用している。